# 4 in the Morning
"4 in the Morning" là một ca khúc trình bày bởi ca sĩ người Mỹ Gwen Stefani trong album phòng thu thứ hai The Sweet Escape (2006). Nó được viết bởi Stefani và đồng sáng tác, sản xuất bởi Tony Kanal, với hỗ trợ sản xuất bởi Mark "Spike" Stent. Interscope Records ra mắt ca khúc này như đĩa đơn thứ ba của album tại Đài phát thanh hit đương đại Mỹ vào ngày 8 tháng 5 năm 2007; những nơi còn lại phát hành vào tháng 6 năm 2007. Được mô tả là một trong những ca khúc yêu thích của cô trong album, Stefani bắt đầu viết ca khúc trong lúc cô đang mang thai và hoàn thành nó với Kanal, và lấy cảm hứng từ Roberta Flack và Billy Idol.
Mang âm hưởng giữa synthpop ballad từ thập niên 1980, "4 in the Morning" nổi bật với tiếng đàn từ phần dạo đầu đến đoạn ngắt quãng, đàn ghi ta, dây đàn nilon. Về lời bài hát, ca khúc nói về một mối quan hệ trên bờ vực đổ vỡ, và nhân vật chính đang cố cứu lấy tình yêu của cô ấy. "4 in the Morning" nhận được nhiều lời đánh giá tích cực từ báo chí âm nhạc.
"4 in the Morning" không thể lập lại thành công thương mại như đĩa đơn trước đó tại Mỹ, đạt thứ hạng cao nhất thứ 54 trên Billboard Hot 100. Nó khá thành công tại những khu vực khác, đứng trong top 10 tại Úc và New Zealand, và top 20 tại một vài quốc gia ở châu Âu. Đi kèm theo đó là music video đạo diễn bởi Sophie Muller, một cộng tác viên lâu năm của Stefani, trong đó Stefani nằm trên giường và đi dạo trong khuôn viên nhà để hát với tâm trạng u sầu. Ca khúc được biểu diễn trong suốt chuyến lưu diễn The Sweet Escape Tour và một vài buổi hòa nhạc của Stefani vào năm 2015.

## Danh sách bài hát và định dạng
- Anh và Đức đĩa đơn CD[1][2]

1. "4 in the Morning" (bản album) – 4:51
2. "4 in the Morning" (Thin White Duke Edit) – 4:55

- Úc và Đức đĩa đơn CD maxi[3][4]

1. "4 in the Morning" (bản album) – 4:51
2. "4 in the Morning" (Thin White Duke Edit) – 4:55
3. "4 in the Morning" (Oscar the Punk Remix) – 5:41
4. "4 in the Morning" (video) – 4:24

## Bảng xếp hạng
| Bảng xếp hạng(2007)                   | Vị trí cao nhất |
| ------------------------------------- | --------------- |
| Úc (ARIA)                             | 9               |
| Áo (Ö3 Austria Top 40)                | 18              |
| Bỉ (Ultratop 50 Flanders)             | 50              |
| Bỉ (Ultratip Wallonia)                | 3               |
| Canada (Canadian Hot 100)             | 17              |
| Canada AC (Billboard)                 | 29              |
| Canada CHR/Top 40 (Billboard)         | 17              |
| Canada Hot AC (Billboard)             | 6               |
| CIS (Tophit)                          | 4               |
| Cộng hòa Séc (Rádio Top 100)          | 43              |
| Đan Mạch (Tracklisten)                | 35              |
| Europe (European Hot 100 Singles)     | 27              |
| Phần Lan (Suomen virallinen lista)    | 10              |
| Pháp (SNEP)                           | 21              |
| Đức (GfK)                             | 18              |
| Global Dance Tracks (Billboard)       | 15              |
| Hungary (Dance Top 40)                | 32              |
| Ireland (IRMA)                        | 12              |
| Ý (FIMI)                              | 17              |
| Hà Lan (Dutch Top 40)                 | 14              |
| Hà Lan (Single Top 100)               | 27              |
| New Zealand (Recorded Music NZ)       | 5               |
| Na Uy (VG-lista)                      | 14              |
| Poland (Airplay Chart)                | 5               |
| Romania (Romanian Top 100)            | 4               |
| Scotland (OCC)                        | 19              |
| Slovakia (Rádio Top 100)              | 12              |
| Thụy Điển (Sverigetopplistan)         | 30              |
| Thụy Sĩ (Schweizer Hitparade)         | 18              |
| Anh Quốc (OCC)                        | 22              |
| Anh Quốc R&B (OCC)                    | 3               |
| Hoa Kỳ Billboard Hot 100              | 54              |
| Hoa Kỳ Adult Contemporary (Billboard) | 25              |
| Hoa Kỳ Adult Pop Airplay (Billboard)  | 16              |
| Hoa Kỳ Dance Club Songs (Billboard)   | 2               |
| Hoa Kỳ Pop Airplay (Billboard)        | 16              |
| US Pop 100 (Billboard)                | 30              |

| Bảng xếp hạng (2007)            | Vị trí |
| ------------------------------- | ------ |
| Úc (ARIA)                       | 79     |
| CIS (Tophit)                    | 22     |
| Hà Lan (Dutch Top 40)           | 89     |
| New Zealand (Recorded Music NZ) | 26     |
| Romania (Romanian Top 100)      | 17     |
| Thụy Sĩ (Schweizer Hitparade)   | 92     |
| US Dance Club Songs (Billboard) | 16     |

## Chứng nhận và doanh thu
| Quốc gia                                  | Chứng nhận | Số đơn vị/doanh số chứng nhận |
| ----------------------------------------- | ---------- | ----------------------------- |
| Úc (ARIA)                                 | Bạch kim   | 70.000^                       |
| ^ Chứng nhận dựa theo doanh số nhập hàng. |            |                               |

## Lịch sử phát hành
| Vùng | Ngày                | Phát hành                                       | Nhãn hiệu  | Ref.               |
| ---- | ------------------- | ----------------------------------------------- | ---------- | ------------------ |
| Mỹ   | 8 tháng 5 năm 2007  | Đài phát thanh hit đương đại                    | Interscope | [ 50 ]             |
| Đức  | 22 tháng 6 năm 2007 | Đĩa đơn CD CD maxi single tải xuống kỹ thuật số | Universal  | [ 1 ] [ 4 ] [ 51 ] |
| Úc   | 23 tháng 6 năm 2007 | CD maxi single tải xuống kỹ thuật số            | Universal  | [ 3 ]              |
| Anh  | 25 tháng 6 năm 2007 | CD single tải xuống kỹ thuật số                 | Polydor    | [ 2 ] [ 52 ]       |